# Os Tubarões
Os Tubarões (Portugiesisch für: „Die Haie“) ist eine kapverdische Band. Sie spielen vor allem die kapverdischen Musikstile Morna, Coladeira und Funaná. Ihre Texte beschäftigten sich anfangs vor allem mit der Freude über die Unabhängigkeit und mit den Erwartungen an die zukünftige Entwicklung des jungen Kap Verdes, behielten danach aber auch einen kritischen Blick auf gesellschaftlich-politische Fragen. Mit ihrem Verdienst um die Erneuerung der musikalischen Traditionen des Landes und ihre kritischen Texte gelten sie bis heute als eine wegweisende Band ihres Landes.
Ihr erster Sänger, Gründungsmitglied Ildo Lobo (1953–2004), gilt auch auf Grund seiner politisch-sozialkritischen Texte als einer der bedeutendsten Musiker der neueren populären Musikgeschichte der Kapverdischen Inseln.

## Geschichte
Die Gruppe gründete sich 1969 in Praia, der Hauptstadt der damaligen portugiesischen Überseeprovinz Kap Verde.
Nach der Nelkenrevolution in Portugal 1974 und der folgenden Unabhängigkeit Kap Verdes 1975 ging die Band nach Portugal. Sie spielte dort für die wachsende kapverdische Diaspora, zunehmend aber auch für ein portugiesisches Publikum, das zwar die in kapverdischem Kreol gesungenen Texte kaum zu verstehen vermochte, jedoch durch sie die von afrikanischen und portugiesischen Elementen gleichermaßen beeinflusste Musik entdeckte.
In Portugal erschienen 1976 ihre ersten beiden Alben, Tchon Di Morgado und Pépé Lopi, 1979 folgte Djonsinho Cabral. Nachdem sie bereits in ihrer Heimat eine der wichtigsten Vertreter der aktuellen Musik der Kapverdischen Inseln waren, wurden sie nun auch in Portugal zunehmend bekannt und verbreiteten die kapverdische Musik dort. Die mit portugiesischen Instrumenten wie das Cavaquinho intonierten Musikstile und die Nähe beispielsweise der kapverdischen Morna zum portugiesischen Fado erleichterten den Zugang, und die afrikanisch geprägten Rhythmen weckten die Neugier.
1989 erschien ihr Album Bôte Bróce E Linha, ihr erstes beim ältesten und wichtigsten portugiesischen Label, Valentim de Carvalho, das zu dem Zeitpunkt und für lange Jahre auch der Vertreter EMIs in Portugal war.
Es folgten eine Reihe weiterer Alben und zahllose Auftritte. 1991 erschien zu ihrem 21. Jubiläum die Mini-LP Nha Terra Escalabrode - 1969-90 21º Aniversário mit 4 Aufnahmen kapverdischer Lieder. Die Stücke erschienen im gleichen Jahr auch auf der Best-of-Zusammenstellung der Gruppe.
1994 gab die Gruppe ihre Auflösung bekannt. Als letzte Veröffentlichung erschien ihr Livealbum Ao Vivo, mit ihrem Konzert im Lissabonner Coliseu dos Recreios vom 31. Mai 1991.
Die Musiker gingen nun eigene Wege, insbesondere Sänger Ildo Lobo. Er brachte 1996 sein erstes Soloalbum heraus und galt nun erst recht als wichtigster Erneuerer und Botschafter der Musik seines Landes, bis zu seinem vorzeitigen Tod 2004.
Danach wurde immer wieder an die bedeutende Gruppe und ihren einflussreichen Sänger erinnert. 2012 etwa fand sich eine Gruppe renommierter kapverdischer Musiker im altehrwürdigen Teatro São Luiz zusammen, um mit Vertretern der kapverdischen Gemeinde und der Stadtverwaltung Lissabon Ildo Lobo und der Gruppe Os Tubarões zu gedenken.
2015 tat sich die Gruppe mit dem neuen Sänger Albertino Evora wieder zusammen und gibt seither gelegentlich Konzerte. Neue Aufnahmen sind seither nicht erschienen (Stand April 2022).
Die französisch-kapverdische Rap-Gruppe La MC Malcriado nutzte 2006 in ihrem Stück Viva Amilcar Cabral ein Sampling des Liedes Labanta braço der Tubarões, und der portugiesische Regisseur Pedro Costa verwendete 2014 Musik der Gruppe für seinen prämierten Spielfilm Horse Money.

## Diskografie (Alben)
- 1976: Pépé Lopi (LP, später auch CD)
- 1976: Tchon Di Morgado (LP, später auch CD)
- 1979: Djonsinho Cabral (LP, später auch CD)
- 1979 (?): Coladera (Best of, LP)
- 1980: Tabanca (LP, später auch CD)
- 1983: Tema Para Dois (LP, später auch CD)
- 1989: Bôte Bróce E Linha (LP)
- 1990: Nha Terra Escalabrode - 1969-90 21º Aniversário (12"EP / Mini-LP)
- 1990: Os Tubarões (Best of, LP und Kassette, später auch CD)
- 1994: Porton D'Nós Ilha (CD)
- 1994 (?): Ao Vivo (CD)
- 1996/2001: Best of Tubarões (Best of)

Die französisch-kapverdische Rap-Gruppe MC Malcriado nutzte 2006 in ihrem Stück Viva Amilcar Cabral ein Sampling der Tubarões und ihrem Lied Labanta braço.